# 14-й стрілецький корпус (СРСР)
14-й стрілецький корпус (рос. 14-й стрелковый корпус, 14-й ск) — оперативно-тактичне військове об'єднання, стрілецький корпус Збройних сил України та Криму та Червоної армії, який існував з перервами в період з грудня 1922 до червня 1945 року.

## Історія об'єднання

### 1-ше формування
14-й стрілецький корпус був сформований у 1922 році в Українському військовому окрузі Збройних Сил України та Криму на території Української Соціалістичної Радянської Республіки. Управління корпусу формувалося у місті Києві. У 1934 році управління корпусу переведено до міста Харкова, де прийняло нові дивізії.
З 17 травня 1935 року по грудень 1939 року корпус входив до складу Харківського військового округу.
З 16 січня по 13 березня 1940 управління корпусу брало участь у Зимовій війні. 16 січня управління 14-го ск увійшло до складу Дієвої 8-ї армії (командувач військами армії командарм 2 рангу Штерн Г. М.) у складі Північно-Західного фронту. До складу 14-го стрілецького корпусу в ході бойових дій входили 87-ма, 139-та, 155-та стрілецькі, 128-ма моторизована дивізії. Діяв корпус на Лоймольському напрямі. Командир корпусу — комдив В. Г. Воронцов. У березні-квітні 1940 року управління корпусу повернуто до складу Харківського військового округу з дислокацією в місті Харкові, де прийняло нові дивізії.
З квітня 1940 управління корпусу увійшло до складу Одеського військового округу з дислокацією на Кримському півострові в м. Сімферополь і прийняло нові дивізії.
Після завершення окупації Червоною армією до Бессарабії у червні-липні 1940 року з 7 липня управління корпусу переміщено до м. Болград і прийняло нові дивізії у Південній Бессарабії.
На новому радянсько-румунському кордоні в 1940 році в південній частині Бессарабії заклали 86-й Нижньопрутський укріплений район уздовж річки Прут і 81-й Дунайський укріплений уздовж річки Дунай. Польові споруди 86-го району мали займати полки 25-ї стрілецької дивізії, а 81-го району мали займати війська 51-ї стрілецької дивізії корпусу.

### Німецько-радянська війна
На початок німецько-радянської війни державний кордон СРСР з Румунією від Липкан до Чорного моря прикривали формування Одеського військового округу, до складу якого входили 9-й Особливий, 35-й, 14-й, 48-й і 7-й стрілецькі, 2-й кавалерійський, 2-й і 18-й механізовані корпуси, 150-та і 116-та стрілецькі дивізії, два укріплених райони (80-й і 82-й), а також три авіаційні дивізії.
До 04:00 ранку більшість частин 176-ї, 95-ї, 25-ї і 51-ї стрілецьких, а також 9-ї кавалерійської дивізій першого ешелону 35-го і 14-го стрілецьких та 2-го кавалерійського корпусів зайняли визначені позиції на підготовлену з інженерного погляду оборону уздовж Прута. У середньому на кожну дивізію припадало близько 100 км ділянки кордону. Стик 35-го та 14-го ск прикривала 9-та кд зі складу 2-го кк.
Активні бойові дії німецько-румунських військ (німецької 11-ї, румунських 3-ї та 4-ї польових армій) почалися 2 липня, тому військам Південного фронту вдалося вступити в битви початкового періоду війни більш організовано, ніж на інших фронтах. 12 липня битва досягла кульмінації. Червона армія здійснила спробу завдати контрудару силами 25-ї та 51-ї стрілецьких дивізій 14-го стрілецького корпусу з посиленням за підтримки танків і авіації, які бомбили румунські війська в Тігеці, Ларгута, Разешті та Кочіуля. Штурм тривав 16 годин. Два румунські полки з великими труднощами утримували свої позиції. У бій кинули практично всі резерви, інженерні підрозділи та навіть штабні роти. Жорстокість була надзвичайною, часто сутички мали характер рукопашних боїв.
Ранком 18 липня війська 9-ї армії та Приморської групи військ, не здобувши успіху у спробі вибити румунські війська з Південної Бессарабії, дістали наказ відійти до 21 липня на східний берег Дністра. У результаті південний фланг військ радянського Південного фронту відійшов на 100—200 км, на рубіж річки Дністер. 14-й корпус увійшов до складу сил Приморської групи військ. З кінця липня й по 7 серпня 1941 року корпус вів оборонні бої на підступах до Одеси.
7 серпня 1941 року 14-й стрілецький корпус був розформований.

### 2-ге формування
Вдруге 14-й стрілецький корпус сформований 23 листопада 1942 року у складі Південно-Західного фронту і включений до складу 1-ї гвардійської армії. Участі в бойових діях не брав, 25 квітня 1943 року його перейменували на 27-й гвардійський стрілецький корпус.

### 3-тє формування
Втретє 14-й стрілецький корпус сформований 27 травня 1943 року у складі 59-ї армії Волховського фронту. Брав участь у битві за Ленінград, у Новгородсько-Лузькій операції. Пізніше вів запеклі бої за Нарву, де зазнав колосальних втрат. Згодом перекинутий на південь, участь у Псковсько-Островській та Ризькій операції. Взимку 1944—1945 років корпус брав участь у боях у Курляндії. З лютого корпус перебував у безпосередньому підпорядкуванні командувача військ фронту, а в березні його вивели до резерву Ставки Верховного Головнокомандування.
На підставі Директиви Ставки Верховного Головнокомандування № 11097 від 29 травня 1945 року 10 червня 1945 року 14-го стрілецький корпус розформований.

## Командування

### 1-ше формування
- Дубовий І. Н. (травень 1922 — вересень 1923)
- Якір Й. Е. (вересень 1923 — грудень 1923)
- Каширін М. Д. (вересень 1923—1924)
- Дубовий І. Н. (1924—1929)
- Левичев В. М. (жовтень 1929 — травень 1930)
- Гаркавий І. І. (травень 1930 — липень 1931)
- Путна В. К. (липень 1931 — січень 1932)
- комдив Квятек К. Ф. (травень 1935 — серпень 1936)
- комбриг Кірюхін М. І. (13.02.1939)
- комдив Воронцов В. Г. (16.01.1940 — 13.03.1940) або (18.09.1939-01.1941)
- генерал-майор Єгоров Д. Г. (червень-серпень 1941)

### 2-ге формування
- генерал-майор Шевердін Ф. Ю. (14 листопада — 20 грудня 1942)
- генерал-майор Грязнов А. С. (21 грудня 1942 — 24 січня 1943)

### 3-тє формування
- генерал-майор Артюшенко П. О. (серпень 1943 — серпень 1944)
- генерал-майор Арушанян Б. І. (10–22 серпня 1944)
- генерал-майор Рождественський С. Є. (23–27 серпня 1944)
- полковник Івановський О. О. (12–22 вересня 1944)
- генерал-майор Городинський Ю. Л. (серпень 1944 — червень 1945)

## Склад
| 1922     | 1925     | 1 липня 1935 | 9 листопада 1939 | березень 1940 | 7 липня 1940 | 22 червня 1941 | 1 грудня 1942 | 1 січня 1943 | 1 лютого 1943 | 1 квітня 1943 | 1 вересня 1943 | 1 жовтня 1943 | 1 січня 1944 | 1 квітня 1944 | 1 липня 1944 | 1 січня 1945 | 1 березня 1945 |           |
| -------- | -------- | ------------ | ---------------- | ------------- | ------------ | -------------- | ------------- | ------------ | ------------- | ------------- | -------------- | ------------- | ------------ | ------------- | ------------ | ------------ | -------------- | --------- |
| —        | —        | —            | —                | —             | —            | —              | 14-та гв.сд   | 14-та гв.сд  | 14-та гв.сд   | —             | —              | —             | —            | —             | —            | —            | —              |           |
| —        | —        | —            | —                | —             | —            | —              | —             | 50-та гв.сд  | 50-та гв.сд   | —             | —              | —             | —            | —             | —            | —            | —              |           |
| —        | —        | —            | —                | —             | —            | —              | —             | —            | 61-ша гв.сд   | 61-ша гв.сд   | —              | —             | —            | —             | —            | —            | —              |           |
| —        | —        | —            | —                | —             | —            | —              | —             | —            | —             | —             | —              | —             | —            | —             | —            | —            | 90-та гв.сд    |           |
| 7-ма сд  | 7-ма сд  | —            | —                | —             | —            | —              | —             | —            | —             | —             | —              | —             | —            | —             | —            | —            | —              |           |
| —        | —        | —            | —                | —             | —            | —              | —             | —            | —             | —             | —              | —             | —            | —             | —            | 16-та сд     | —              |           |
| —        | —        | 23-тя сд     | 23-тя сд         | —             | —            | —              | —             | —            | —             | —             | —              | —             | —            | —             | —            | —            | —              |           |
| —        | —        | 25-та сд     | 25-та сд         | —             | 25-та сд     | 25-та сд       | —             | —            | —             | —             | —              | —             | —            | —             | —            | —            | —              |           |
| 45-та сд | 45-та сд | —            | —                | —             | —            | —              | —             | —            | —             | —             | —              | —             | —            | —             | —            | —            | —              |           |
| —        | 46-та сд | —            | —                | —             | —            | —              | —             | —            | —             | —             | —              | —             | —            | —             | —            | —            | —              |           |
| —        | —        | —            | —                | —             | 51-ша сд     | 51-ша сд       | —             | —            | —             | —             | —              | —             | —            | —             | —            | —            | —              |           |
| —        | —        | —            | —                | —             | —            | —              | —             | —            | —             | —             | 65-та сд       | 65-та сд      | —            | —             | —            | —            | —              |           |
| —        | —        | 75-та сд     | —                | —             | —            | —              | —             | —            | —             | —             | —              | —             | —            | —             | —            | —            | —              |           |
| —        | —        | —            | —                | 87-ма сд      | —            | —              | —             | —            | —             | —             | —              | —             | —            | —             | —            | —            | —              |           |
| —        | —        | —            | —                | 128-ма сд     | —            | —              | —             | —            | —             | —             | —              | —             | —            | —             | —            | —            | —              |           |
| —        | —        | —            | —                | 139-та сд     | —            | —              | —             | —            | —             | —             | —              | —             | —            | —             | —            | —            | —              |           |
| —        | —        | —            | —                | —             | —            | —              | —             | —            | —             | —             | —              | —             | —            | —             | —            | —            | 145-та сд      |           |
| —        | —        | —            | 147-ма сд        | —             | —            | —              | —             | —            | —             | —             | —              | —             | —            | —             | —            | —            | —              |           |
| —        | —        | —            | —                | —             | —            | 150-та сд      | —             | —            | —             | —             | —              | —             | —            | —             | —            | —            | —              |           |
| —        | —        | —            | —                | 155-та сд     | —            | —              | —             | —            | —             | —             | —              | —             | —            | —             | —            | —            | —              |           |
| —        | —        | —            | —                | —             | —            | —              | —             | —            | —             | —             | —              | —             | —            | —             | —            | 158-ма сд    | 158-ма сд      |           |
| —        | —        | —            | —                | —             | —            | —              | —             | 159-та сд    | —             | —             | —              | —             | —            | —             | —            | —            | —              |           |
| —        | —        | —            | —                | —             | —            | —              | —             | —            | —             | —             | 191-ша сд      | 191-ша сд     | 191-ша сд    | —             | —            | —            | —              |           |
| —        | —        | —            | —                | —             | —            | —              | 203-тя сд     | 203-тя сд    | —             | —             | —              | —             | —            | —             | —            | —            | —              |           |
| —        | —        | —            | —                | —             | —            | —              | —             | —            | —             | —             | —              | —             | 225-та сд    | —             | —            | —            | —              |           |
| —        | —        | —            | —                | —             | —            | —              | —             | —            | —             | —             | —              | —             | —            | —             | 239-та сд    | —            | —              |           |
| —        | —        | —            | —                | —             | —            | —              | —             | —            | —             | —             | —              | —             | —            | —             | 311-та сд    | —            | —              |           |
| —        | —        | —            | —                | —             | —            | —              | —             | —            | —             | —             | —              | —             | —            | 314-та сд     | —            | —            | —              |           |
| —        | —        | —            | —                | —             | —            | —              | —             | —            | 346-та сд     | —             | —              | —             | —            | —             | —            | —            | 346-та сд      |           |
| —        | —        | —            | —                | —             | —            | —              | —             | —            | —             | —             | —              | 378-ма сд     | 378-ма сд    | 378-ма сд     | 378-ма сд    | 378-ма сд    | 378-ма сд      | 378-ма сд |
| —        | —        | —            | —                | —             | —            | —              | —             | —            | —             | —             | —              | —             | —            | 382-га сд     | —            | —            | —              |           |